# Vela solar

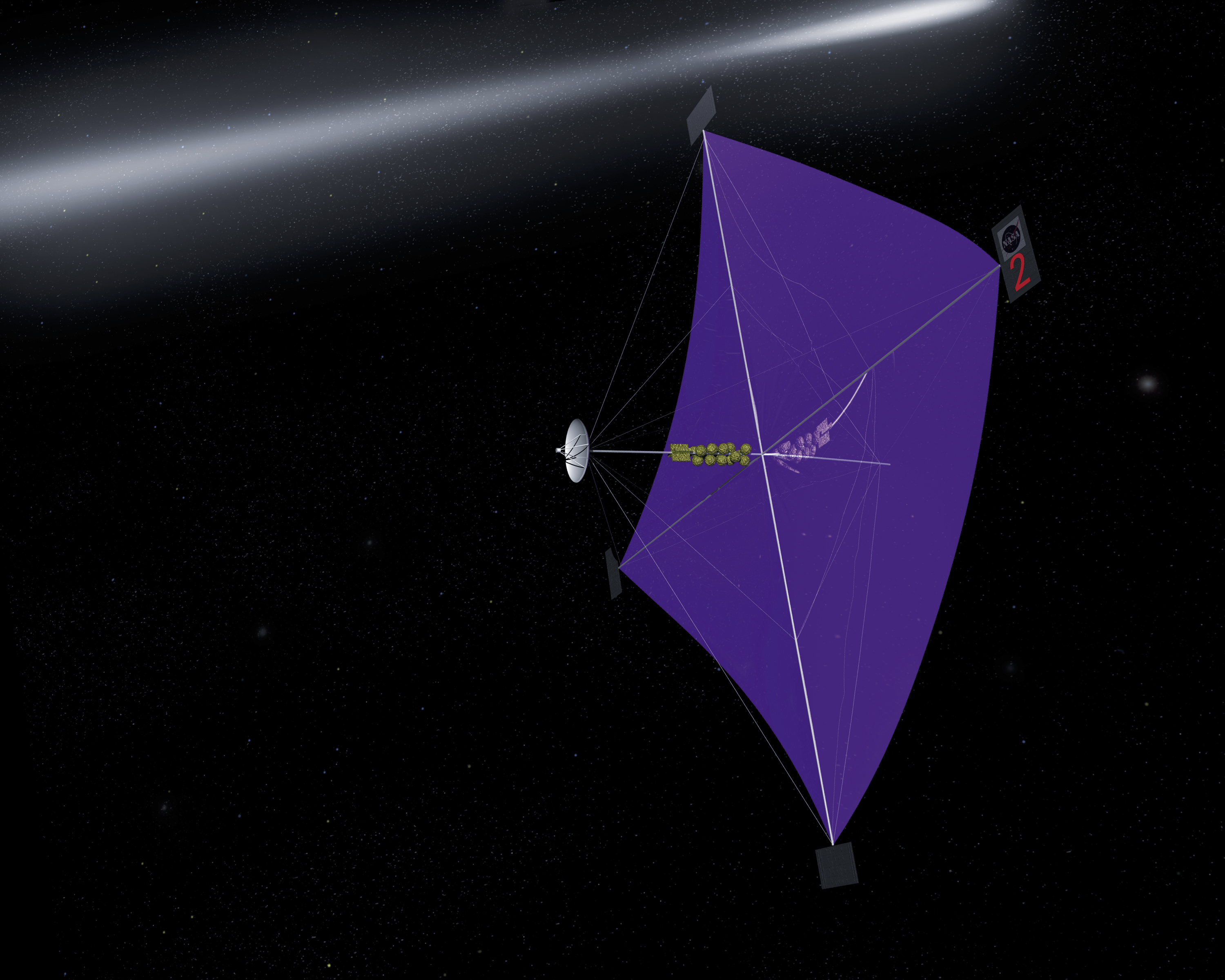
Estudo da NASA de uma vela solar

Velas solares são um tipo de propulsão que utiliza pressão de radiação para gerar aceleração. Elas são feitas de grandes espelhos membranosos de pouca massa que ganham momento linear ao refletirem fótons. A pressão de radiação à distância da Terra ao Sol é de aproximadamente 10−5 Pa e é função inversa do quadrado da distância à fonte luminosa, se esta for pontual. Mesmo gerando aceleração de valor muito pequeno, velas solares são capazes de gerar aceleração constante por longos períodos e não requerem massa de reação, que geralmente totaliza uma fração significante da massa das espaçonaves que utilizam-na atualmente, possibilitando assim aumentar a carga útil da espaçonave e atingir grande velocidade. Várias tecnologias foram teorizadas a partir de velas solares de com usos para pequenas alterações de órbitas de satélites a propulsão de veículos espaciais para viagem interestelar.
Os conceitos científicos que embasam a tecnologia de velas solares são bem aceitos e difundidos, porém a tecnologia necessária para a construção viável de velas solares está em desenvolvimento, e missões espaciais baseadas em velas solares partindo de grandes agências ainda não foram executadas. Em 2005, em resposta à falta de interesse governamental, a organização Sociedade Planetária, movida por entusiastas, lançaria a espaçonave Cosmos 1, com propulsão baseada na tecnologia. Porém, o projeto fracassou pois houve uma falha no foguete que iria lançar a espaçonave de um Submarino, no Mar de Barents.
O conceito da tecnologia data desde o século XVII, com Johannes Kepler. Friedrich Zander na década de 1920 novamente propôs esse tipo de tecnologia, que tem sido gradualmente refinada. O intenso interesse recente de estudos científicos começou com um artigo do engenheiro e autor de ficção científica Robert L. Forward em 1984.

## Princípio

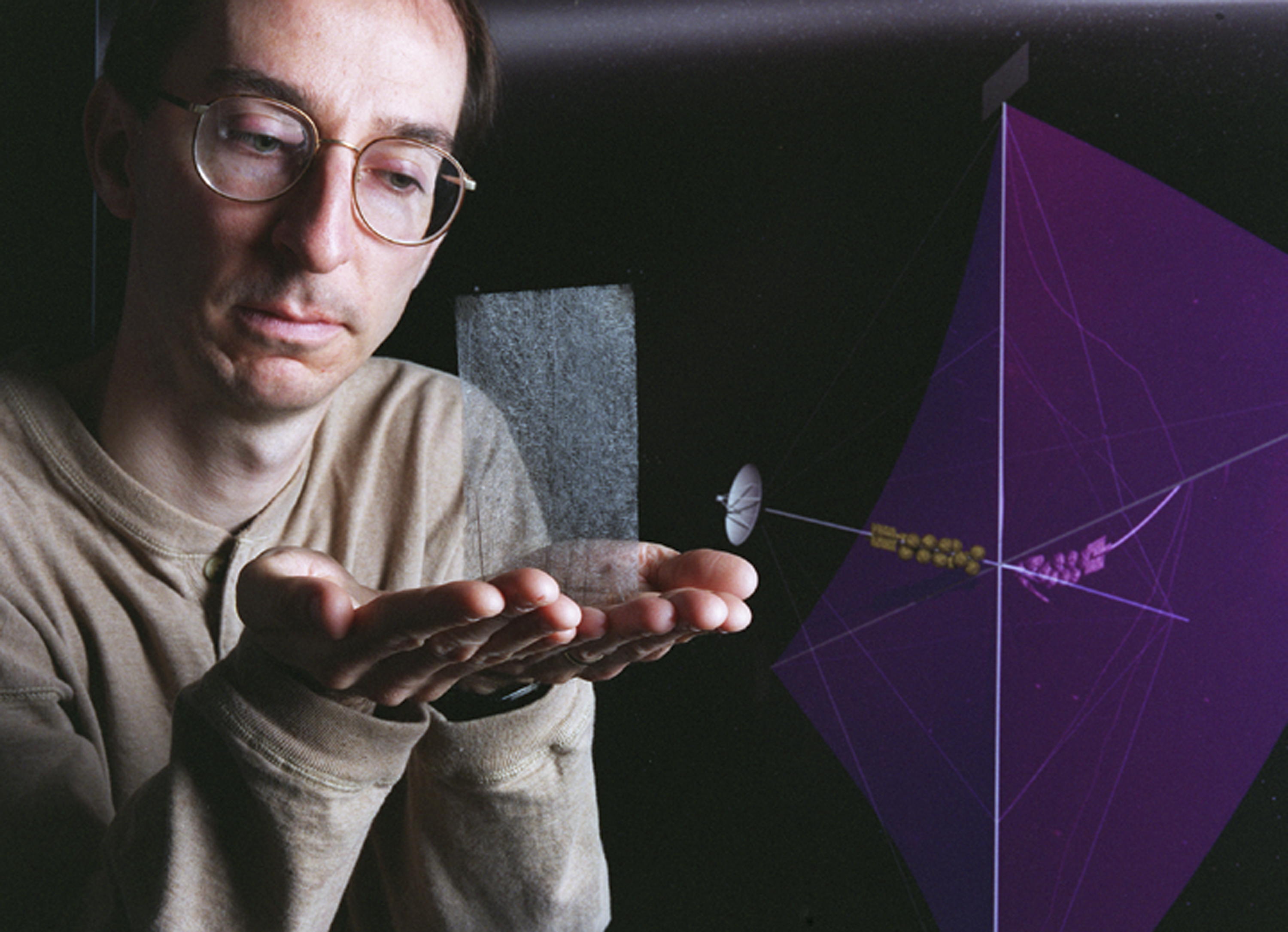
Engenheiro da NASA Les Johnson olha material de uma vela solar

Posiciona-se um grande espelho membranoso que reflete a luz do Sol ou de outra fonte luminosa. A pressão de radiação gera uma pequena quantidade de impulsão ao refletir fótons. Inclinando a superfície reflexiva em certos ângulos para a fonte luminosa, gera-se propulsão em direção normal à superfície. Ajustes nos ângulos das velas podem ser feitos com a ajuda de pequenos motores elétricos, para que a vela se incline e possa gerar propulsão na direção desejada.
Teoricamente, também seria possível gerar aceleração em direção à fonte luminosa, contrariando o senso comum, ao desacoplar parte da vela e utilizá-la para concentrar luz numa face reflexiva oposta à fonte de luz.

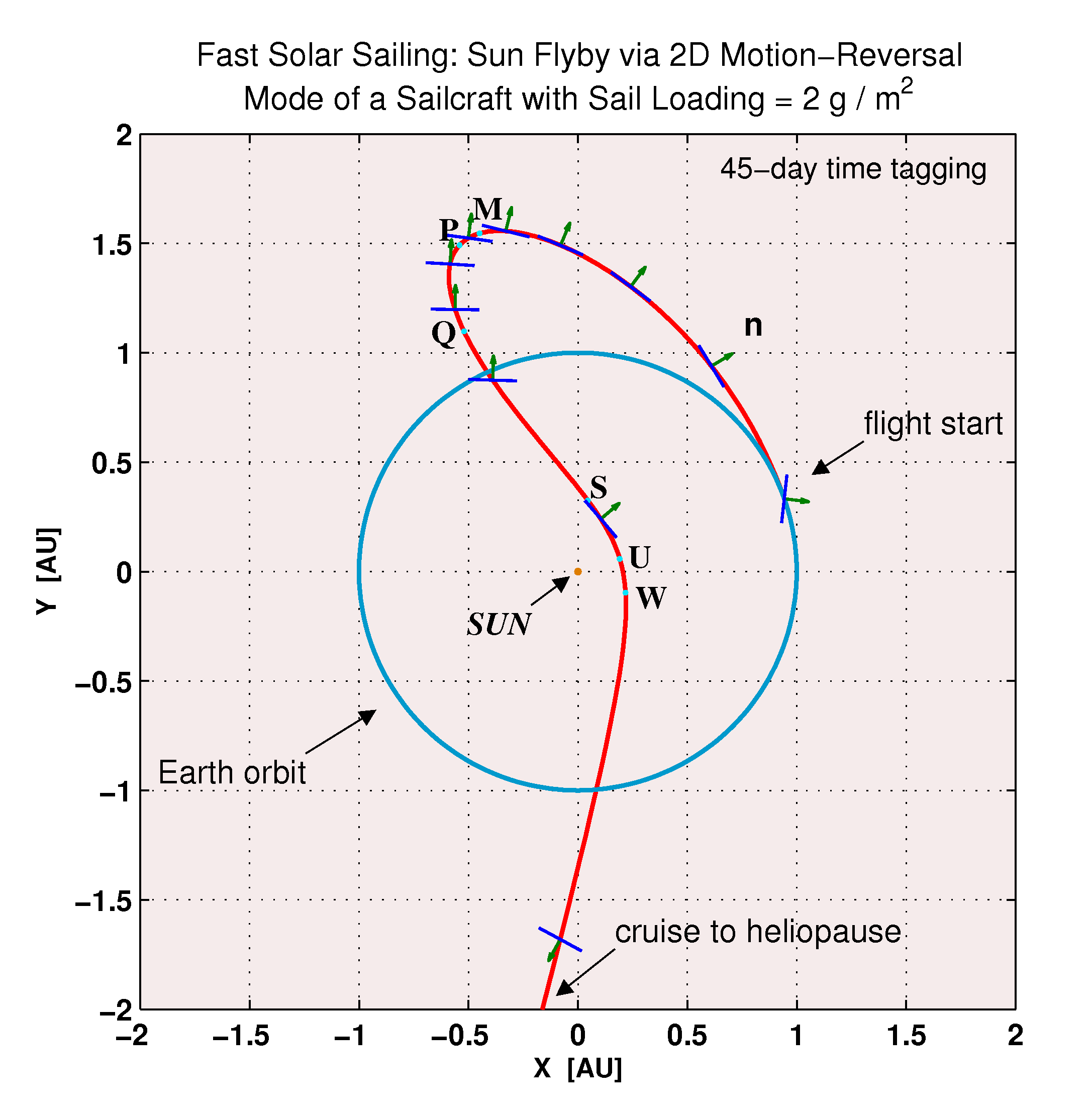
Trajetória otimizada proposta

Os métodos mais eficientes para utilizar velas solares envolvem manobras em direção à fonte de luz, onde a luz é mais intensa. Em meados da década de 1990 foi proposto um método que permite que uma espaçonave equipada com velas solares atinja velocidades de cruzeiro capazes de escapar do Sistema Solar a velocidades muito maiores do que as atingidas por outros métodos de propulsão avançados, como propulsão nuclear. Demonstrado matematicamente, esse modo de velejar foi considerado como uma das opções para viagens interestelares futuras pela NASA.

### Confusão
Existe um mal-entendido que velas solares são movidas pelo vento solar, ou por partículas carregadas de alta energia do Sol. De fato, tais partículas gerariam impulso ao atingirem velas solares, porém esse efeito é pequeno comparado ao da pressão de radiação da luz: a força da pressão de radiação é cerca de 5 000 vezes maior do que aquela gerada pelo vento solar. Existem modelos propostos que se utilizariam do vento solar, porém precisariam ser muito maiores do que velas solares convencionais.
Outros também teorizam que o princípio das velas solares violaria o princípio da conservação de energia. Esse não é o caso, já que os fótons perdem energia ao atingir os espelhos de uma vela solar ao passarem por desvio Doppler: seu o comprimento de onda aumenta, diminuindo sua energia, em função da velocidade da vela - uma transferência de energia dos fótons solares para a vela. A energia adquirida soma momento à vela.

## Usos
Atualmente, painéis de controle de temperatura, coletores solares e outras partes móveis são utilizados ocasionalmente como velas solares improvisadas, para ajudar espaçonaves comuns a fazer pequenas correções ou modificações na órbita sem utilizar combustível.
Algumas até tiveram pequenas velas construídas propositalmente para esse uso. Satélites Eurostar da EADS Astrium utilizam velas solares ligadas a seus painéis solares para realizar tarefas de ajuste de momento angular, economizando combustível (esses satélites acumulam momento angular através do tempo e comumente giroscópios são utilizados para controlar a orientação da espaçonave). Algumas espaçonaves não tripuladas, como a Mariner 10, utilizaram velas solares para estender sua vida útil.
Robert L. Forward mostrou que uma vela solar poderia ser utilizada para manipular a órbita de um satélite. Velas solares poderiam, no limite, ser utilizadas para manter um satélite sobre um pólo da Terra. Espaçonaves com velas solares também poderiam ser posicionadas em órbitas próximas ao Sol que seriam estacionárias tanto em relação com a Terra ou com o Sol, que Forward nomeou de 'satatite', em referência à estaticidade relativa da espaçonave. Isso seria possível pois a propulsão gerada pela vela cancela a força gravitacional exercida sobre a trajetória desejada. Uma dessas órbitas poderia ser útil para estudar as propriedades do Sol por longos períodos: uma dessas espaçonaves poderia teoricamente ser posicionada diretamente acima de um pólo do Sol e permanecer naquela posição por períodos prolongados.

Forward também propôs o uso de lasers para impulsionar velas solares. Um feixe suficiente poderoso expondo uma vela solar por tempo suficiente poderia acelerar uma espaçonave até uma fração significante da velocidade da luz. Essa tecnologia, porém, iria requerer lasers incrivelmente poderosos, lentes ou espelhos gigantescos.